# Paramignya lobata
Paramignya lobata är en vinruteväxtart som beskrevs av Isaac Henry Burkill. Paramignya lobata ingår i släktet Paramignya och familjen vinruteväxter. Inga underarter finns listade i Catalogue of Life.